# Firebrand (Marvel Comics)
Firebrand (Marca de Fuego) es el nombre en clave de diferentes supervillanos ficticios que aparecen en los cómics estadounidenses publicados por Marvel Comics. Tres de ellos eran humanos normales dentro de una armadura motorizada y dependían de armas basadas en fuego; uno era un humano mutado.

## Historial de publicaciones
Firebrand apareció por primera vez en Iron Man vol. 1 # 27 (julio de 1970), y fue creado por Archie Goodwin y Don Heck.

## Biografía del personaje ficticio

### Firebrand (Gary Gilbert)
Gary Gilbert nació en Detroit. Un ejecutor superpoderoso para el industrial corrupto Justin Hammer, como Firebrand es un ex saboteador activista radical que recurrió a la violencia después de creer que la protesta pacífica no produjo resultados.
Firebrand mató accidentalmente a su propio padre. También ganó la "Guerra de los supervillanos" de Black Lama. Luego cayó en el alcoholismo y abandonó el activismo político solo para trabajar para otros villanos porque "necesitaba el trabajo". Más tarde renunció a su identidad disfrazada y se convirtió en un "agente supervillano", negociando empleo para otros villanos disfrazados.
Cuando la noticia de la ola inicial de asesinatos de supervillanos del Azote del Inframundo se extendió entre la comunidad criminal, Gilbert se encargó de reunir a varios delincuentes disfrazados para una reunión para determinar qué debería hacerse con respecto a esta amenaza. La reunión, celebrada en una taberna abandonada en el condado de Medina, Ohio, conocida entre el inframundo criminal como "El bar sin nombre", resultó ser una masacre, ya que Scourge se infiltró en el evento disfrazado de barman; A los pocos minutos de la reunión, Scourge mató a todos los criminales presentes, incluido Gilbert, con ametralladoras.
Firebrand más tarde estaría entre los diecisiete criminales asesinados por el Azote, quienes fueron resucitados por Capucha usando el poder de Dormammu como parte de un escuadrón reunido para eliminar al Punisher. Sus poderes de fuego aumentan, y ahora puede derretir hormigón o metal. Después de que el Punisher es capturado, se hace presente en el ritual donde Capucha intenta resucitar a la familia del Punisher. Microchip dispara a G. W. Bridge en la cabeza y eso activa el ritual usando la fuerza vital de Bridge para resucitar a las familias de Microchip y Punisher. El Punisher se niega a aceptar esto y obliga a Firebrand a quemar viva a su familia y luego Punisher le dispara a Firebrand en la parte posterior de la cabeza.

### Firebrand (Russ Broxtel)
Después de la muerte de Gilbert, un hombre llamado Russ Broxtel fue visto como el nuevo miembro del grupo ecoterrorista conocido como la Fuerza de la Naturaleza, y luchó contra Spider-Man. Con la Fuerza de la Naturaleza, también luchó contra Cloak y Dagger y los Nuevos Guerreros.
Firebrand luego fue contratado por R.A.I.D y ayudado en Londres por Fasaud. El Caballero Árabe se enfrentó a Firebrand, quien devolvió el golpe con un muro de llamas. Protegido por su uniforme mágico, el Caballero detuvo a Firebrand.
Después de Civil War, Firebrand regresó a los Estados Unidos. Con un traje nuevo, intentó robar una estación de servicio. Fue detenido por los miembros de los Jóvenes Vengadores, Hawkeye y Patriota.
Firebrand escapó y luego fue visto junto con Rey Cobra, Macero y Mister Hyde, quienes atacaron a Yellowjacket, Constrictor y otros miembros del personal de la Iniciativa y aprendices.

### Firebrand (Rick Dennison)
Richard L. "Rick" Dennison fue el tercer Firebrand. Era un anticapitalista ecoterrorista que trabajó con un grupo llamado Flaming Sword, y luchó contra Iron Man en varias ocasiones.
Después de recuperarse, Firebrand regresó con la Espada Llameante y secuestró al vicepresidente de Químicos Osborn, Charles Standish. Luego fue confrontado por los Vengadores y fue derrotado.
Firebrand luego apareció como miembro de la encarnación de los Maestros del Mal del Consejo de la Sombra.
Más tarde, el Barón Zemo reclutó a Firebrand, Tigre Volador y Hombre Planta II para unirse a sus "Nuevos Maestros". Más tarde se encuentran con Steve Rogers, el Capitán América original, Espíritu Libre y Jack Flag. Durante la pelea, Firebrand es derrotado por Espíritu Libre.

### Firebrand (Amanda)
Una mujer Firebrand fue reclutada por Mandarín y Zeke Stane en un complot para deshacerse de Iron Man. Más tarde es contratada junto con Láser Viviente y Vibro por un narcotraficante colombiano para proteger su búnker de Iron Man, que busca una muestra del virus Extremis; ella termina inconsciente por el gas dormido liberado de la armadura de Iron Man.
Durante la historia de Infinity, Firebrand fue uno de los villanos reclutados por Spymaster para asaltar la casi indefensa Torre Stark. En esta aparición, su primer nombre se revela como Amanda.

### Firebrand (Erikson Hades)
Un nuevo Firebrand con una forma mutada apareció en Detroit como miembro de un grupo de supervillanos involucrados en la destrucción de propiedades.

## Poderes, habilidades y equipo
Gary Gilbert llevaba un traje con un exoesqueleto blindado que le daba fuerza sobrehumana y resistencia al fuego. También albergaba lanzallamas (lo que le permitía disparar explosiones térmicas de sus manos), uno montado en cada muñeca y aviones voladores que le daban la capacidad de volar.
Broxtel usa una versión modificada del traje Firebrand.
Dennison era en realidad un ser humano mutado cuya temperatura corporal subía a cientos. Podía proyectar rayos de calor de miles de grados. Estaba equipado con un arnés cibernético que podría reconfigurarse en diferentes modos si se lo ordenara mentalmente.

## En otros medios

### Televisión
- La versión de Gary Gilbert de Firebrand apareció en el episodio de Iron Man, "Fire and Rain" con la voz de Neal McDonough. Esta versión de Firebrand es el hijo del exempleado de Industrias Stark, Simon Gilbert, quien le había robado dinero a Stark y había comenzado un incendio que mató a Simon, por lo que Gary culpó a Tony Stark. Firebrand estaba atacando fuentes de energía y exigiendo un rescate de un millón de dólares. Después de una serie de incendios provocados por generadores de energía, Iron Man se enfrentó a Firebrand usando su Armadura Infernal. Con la falta de energía solar, Iron Man tuvo dificultades para detener una presa que Firebrand detonó. Un fragmento de la presa golpeó el jet pack de Firebrand y lo hizo caer en la inundación. Con Iron Man debilitado, Máquina de Guerra tuvo que enfrentar su miedo al agua para rescatar a Iron Man y Firebrand. Después de desviar la inundación, Iron Man y Máquina de Guerra entregaron a Firebrand a la policía mientras Firebrand todavía gritaba por justicia contra Tony Stark.
- Firebrand aparece en el episodio de Iron Man: Armored Adventures, "World On Fire". Esta versión es un espíritu de fuego y el guardián del 4º Anillo Makluan ubicado en el Templo de la Templanza al pie del Monte. St. Helens. James Rhodes es poseído por Firebrand, al arrojar hielo inadvertidamente en un pilar de luz, lo convierte en un poderoso monstruo de lava, comenzando así la Prueba de Temperancia. Cuando Pepper termina haciendo lo contrario arrojando carbón a la luz, Firebrand deja el cuerpo de James y posee a Pepper. James logra llamar a Gene y se entera de que las brasas y el hielo deben salir juntos a la luz. Una vez hecho eso, Firebrand deja el cuerpo de Pepper.[22]
- La versión de Rick Dennison de Firebrand apareció en un cameo en el episodio de Ultimate Spider-Man, "El Vuelo de la Araña de Hierro" siendo derrotado por Spider-Man usando una armadura de "Araña de Hierro".